# Устинович, Владимир Адольфович
Влади́мир Адо́льфович Устино́вич (5 февраля 1910, Борисово, Смоленская губерния — 19 апреля 1999, Долгопрудный, Московская область) — советский воздухоплаватель, почётный гражданин города Долгопрудный. Мастер спорта СССР. Полковник-инженер.

## Биография
Родился 5 февраля 1910 г. в д. Борисово (ныне — в Холм-Жирковском районе Смоленской области) в семье служащего железной дороги.
Учился в Ленинградском военно-морском училище и Московском авиационном институте. В 1935 г. окончил дирижаблестроительный факультет по специальности инженер.
С 1932 по 1940 г. работал в учебно-опытной эскадре дирижаблей Гражданского воздушного флота.
Летал в составе экипажей дирижаблей «СССР В-1», «СССР В-2», «СССР В-4», «СССР В-6», «СССР В-7», «СССР В-7 бис», «СССР В-10», «СССР В-12», «Победа», «СССР В-12 бис», «Малыш», в том числе — командиром дирижаблей «СССР B-1», «СССР B-7 бис» и «СССР В-10».
В 1934 г. участвовал в спасении челюскинцев.
В 1935 г. во время аварийного приземления дирижабль «СССР В-7 бис» зацепился за линии электропередачи и сгорел. Погиб один член экипажа. Как командир корабля был осуждён на 2 года, но вскоре освобождён.
В 1937 г. в составе экипажа дирижабля СССР «СССР В-6 (Осоавиахим)» установил мировой рекорд беспосадочного полета — 5,5 суток.
6 февраля 1938 г. в составе экипажа «СССР В-6» (бортинженер) попал в катастрофу, но не пострадал.
С 1940 г. — старший инженер по спецоборудованию самолётов на заводе № 207 Наркомата авиационной промышленности (впоследствии — Долгопрудненское научно-производственное предприятие).
Во время Великой Отечественной войны участвовал в эвакуации завода в Пермь и Сызрань.
С 1942 г. — в воздушно-десантных войсках РККА, заместитель командира 1-го отдельного воздухоплавательного полка воздушно-десантных войск, обучал парашютным прыжкам, совершал транспортные перелеты для нужд десантных войск.
В конце войны — командир дирижаблей В-12 и «Победа», в Крыму совершал полеты на дирижабле «Победа» над Чёрным морем для обнаружения затонувших судов и мин, а также поисков крупных косяков рыбы.
В 1948—1969 гг. проводил испытания воздушно-десантной техники, в том числе новых образцов парашютов, выполнил более 850 прыжков с парашютом, заместитель председателя научно-технического комитета Воздушно-десантных войск.
В отставке участвовал в мероприятиях по пропаганде и возрождению дирижаблестроения в СССР, в работе Совета ветеранов.
Скончался 19 апреля 1999 г., похоронен на Долгопрудненском кладбище.

## Награды
- Два ордена «Красной звезды»
- Орден Отечественной войны 1 степени
- Медаль «За боевые заслуги»
- 10 медалей Советского Союза
- Золотая Медаль Сантос-Дюмона, высшая награда комиссии по воздухоплаванию FAI (1996)
- Почётный гражданин Долгопрудного. Звание присвоено решением Мытищинского городского комитета КПСС и исполкома Долгопрудненского городского Совета народных депутатов Московской области №Б-52/257 от 13.10.1982 г.[2]

## Память
- Мемориальная доска на улице Первомайской, дом 13 в Долгопрудном — «В память о долгопрудненцах. В этом доме жил с 1937 по 1999 год почетный гражданин и основатель города инженер-воздухоплаватель Устинович Владимир Адольфович».
- Экспозиция в Долгопрудненском историко-художественном музее.